# 小行星11473
小行星11473（11473 Barbaresco）是一颗绕太阳运转的小行星，为主小行星带小行星。该小行星于1982年9月22日发现。

## 轨道参数
小行星11473的轨道半长轴为2.6322029 UA，离心率为0.243。